# Кайо Сезар
Кайо Сезар (порт. Kaio César, нар. 15 лютого 2004, Масейо) — бразильський футболіст, нападник саудівськог2о клубу «Аль-Хіляль». Виступав також за клуби «Корітіба» та «Віторія» (Гімарайнш).

## Ігрова кар'єра
Кайо Сезар народився 2004 року в місті Масейо, та є вихованцем футбольної школи клубу «Корітіба». У 2023 році Кайо розпочав грати в основній команді клубу, в якій виступав до 2024 року, взявши участь у 32 матчах чемпіонату. У 2024 році бразильський нападник перейшов до португальського клубу «Віторія» (Гімарайнш), у якому грав до 2025 року. У 2025 році футболіст перейшов до складу саудівського клубу «Аль-Хіляль».